# 瓦紐馬山
17°03′57″S 70°26′48″W / 17.06583°S 70.44667°W
瓦紐馬山（Huañuma），是秘魯的山峰，位於該國南部莫克瓜大區和塔克納大區，由托拉塔區和卡米拉卡區負責管轄，屬於安地斯山脈的一部分，海拔高度5,200米。